# Weingut Schloss Gobelsburg

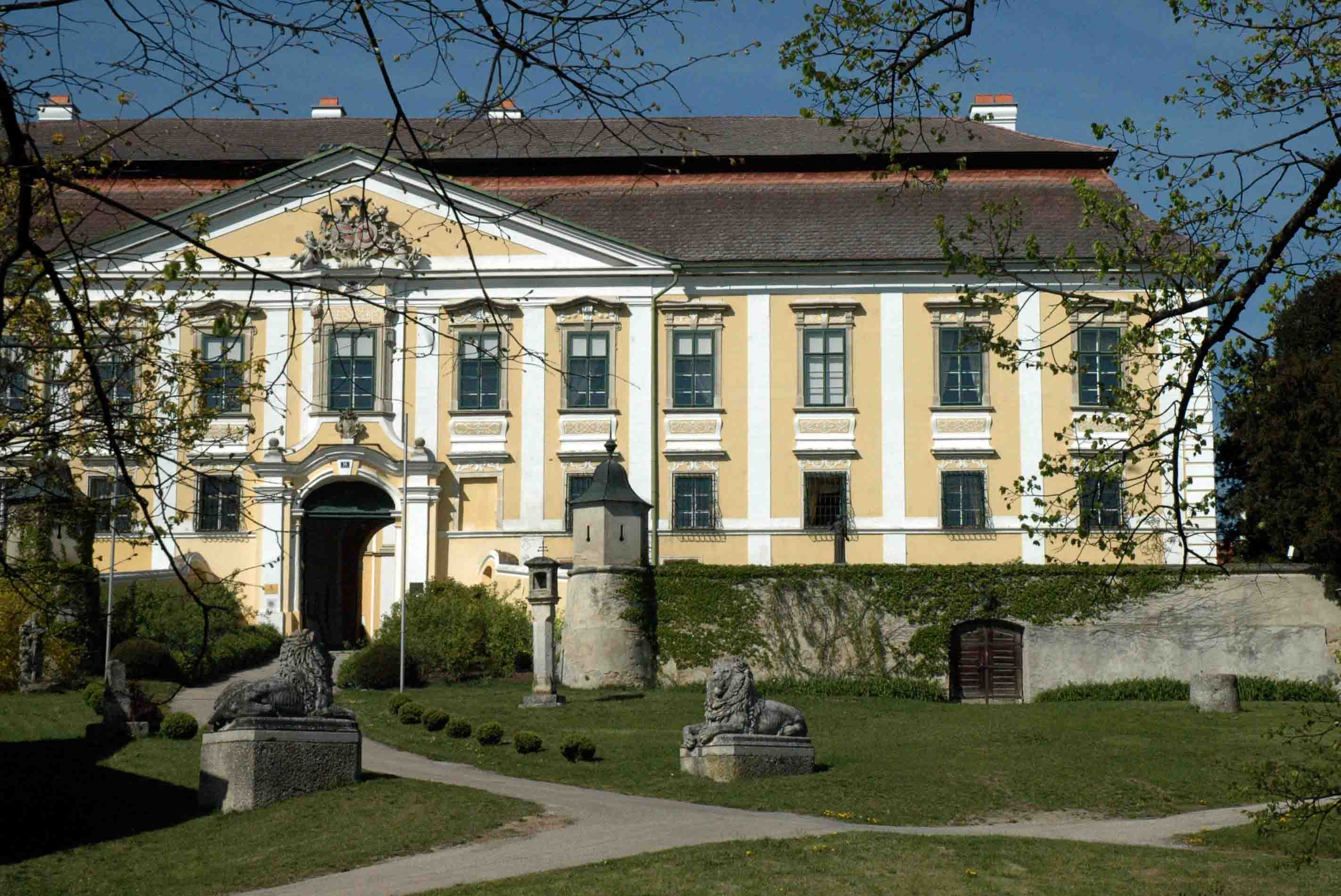
Hauptfassade und übergiebeltes Portal von Schloss Gobelsburg (Südtrakt). Die darunter liegenden Weinkeller gehen auf das 11. Jahrhundert zurück. Dort reifen auch heute noch die Weine des Guts.

Das Weingut Schloss Gobelsburg in Gobelsburg, einer Katastralgemeinde von Langenlois, ist ein österreichisches Weingut im Weinbaugebiet Kamptal in Niederösterreich.

## Geschichte
Das Weingut befindet sich seit dem Jahre 1740 im Besitz des Zisterzienserstiftes Zwettl. Ab 1958 leitete der spätere Abt Pater Bertrand Baumann das Weingut und machte den „Gobelsburger Messwein“ zu einer bekannten Marke. Seit 1996 wird das Weingut von Michael Moosbrugger (* 1966) geführt. Diese qualitative und strukturelle Erneuerung wurde von Willi Bründlmayer unterstützt. Das Weingut ist Mitglied der Vereinigung Österreichische Traditionsweingüter (ÖTW), deren Obmann Michael Moosbrugger seit 2007 ist.

## Rebfläche und Weine
Die Rebfläche beträgt insgesamt 60 Hektar (Stand 2016), die zu 80 % mit weißen und zu 20 % mit roten Rebsorten bestockt sind. Die bekanntesten Rieslinge stammen aus den Lagen Heiligenstein und Gaisberg, die besten Veltliner von den Rieden Lamm, Kammerner Renner und Grub. Diese Lagen werden alle nach biologisch-integrierten Grundsätzen bewirtschaftet. Eine Besonderheit ist die Tradition. Unter diesem Wein werden jedes Jahr je ein Veltliner und Riesling separat ausgebaut. Hierbei versucht Michael Moosbrugger die Philosophie und praktische Herangehensweise des vorindustriellen Weinbaus mit den weinbaulichen Mitteln der Gegenwart zu interpretieren. Die Traditions-Weine werden, wie bei einer traditionellen Baumpresse, besonders schonend gepresst und anschließend ohne Entschleimung in großen Fässern aus Manhartsberger Eiche spontan vergoren und gereift. Sie gelangen ein Jahr später in den Verkauf, wobei ihnen die längere Reifezeit mehr Komplexität verleihen soll.